# Westrozebeke
Westrozebeke (vls. Rôzebeke) – dzielnica (deelgemeente) gminy Staden w Belgii, w Regionie Flamandzkim, w prowincji Flandria Zachodnia, w okręgu Roeselare. 1 stycznia 2020 roku liczyła 2261 mieszkańców. Do 31 grudnia 1976 samodzielna gmina.

## Demografia
Liczba mieszkańców, stan na 1 stycznia:
| Rok                | 1930 | 1961 | 2020 |
| ------------------ | ---- | ---- | ---- |
| Liczba mieszkańców | 1807 | 1967 | 2261 |